# Plàucia Urgulanil·la
Plàucia Urgulanil·la (en llatí Plautia Urgulanilla) va ser una romana, la primera esposa de Claudi.
Era filla de Marc Plauci Silvà, un general romà, cònsol l'any 2 aC, i neta d'Urgulània, la protegida de Lívia Drusil·la.
Es va casar amb Claudi l'any 9, quan ningú esperava que arribaria a ser emperador. Llavors tenia 18 anys. Segons Suetoni el matrimoni es va divorciar l'any 24 suposadament per l'adulteri de Urgulanil·la i perquè va ser sospitosa d'estar involucrada en la mort de la seva cunyada.
Va ser mare de Claudi Drus, que va morir jove a Pompeia l'any 20, i de Clàudia, nascuda després del divorci, i que es va sospitar que era filla en realitat del llibert Boter. Claudi va repudiar aquesta filla i va entregar la nena a un orfenat.
Va adoptar com a fill a nebot anomenat Tiberi Plauci Silvà Elià, executat l'any 24.